# Jhagrakhand
Jhagrakhand è una suddivisione dell'India, classificata come nagar panchayat, di 7.507 abitanti, situata nel distretto di Korea, nello stato federato del Chhattisgarh. In base al numero di abitanti la città rientra nella classe V (da 5.000 a 9.999 persone).

## Geografia fisica
La città è situata a 23° 11' 16 N e 82° 10' 20 E.

## Società

### Evoluzione demografica
Al censimento del 2001 la popolazione di Jhagrakhand assommava a 7.507 persone, delle quali 3.896 maschi e 3.611 femmine. I bambini di età inferiore o uguale ai sei anni assommavano a 1.009, dei quali 500 maschi e 509 femmine. Infine, coloro che erano in grado di saper almeno leggere e scrivere erano 4.755, dei quali 2.807 maschi e 1.948 femmine.